# Tutanga
Tutanga ist eine kleine Riffinsel im südwestlichen Riffsaum des Atolls Funafuti, Tuvalu.

## Geographie
Die Insel liegt im südwestlichen Abschnitt des Riffsaums. Die nächstgelegenen Motu sind Falaoigo im Norden und Tengasu im Süden. Sie liegt im Bereich des Schutzgebiets Funafuti Conservation Area.